# Möllebadet

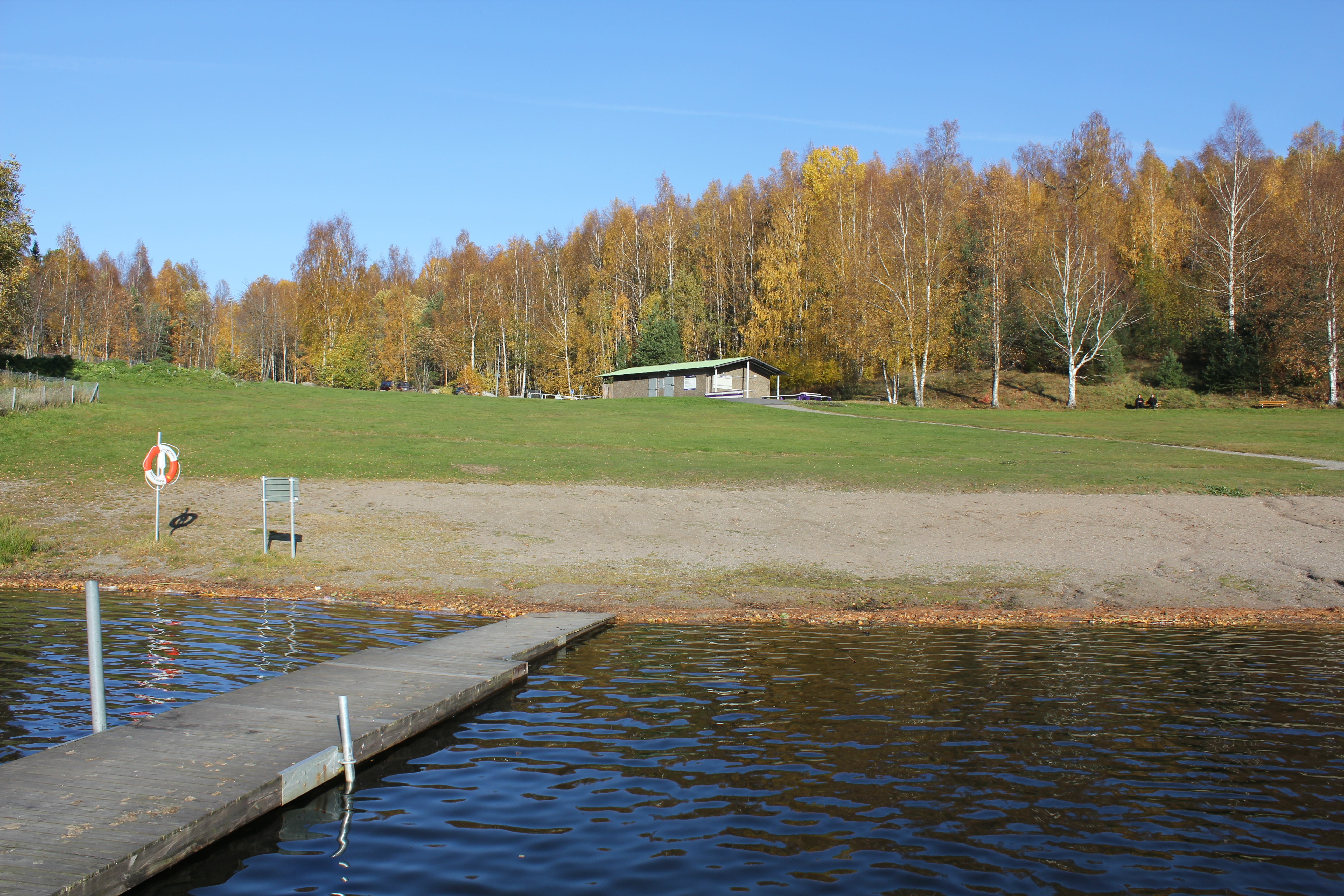
Möllebadet, oktober 2011.

Möllebadet är ett strandbad som är beläget i Garnuddens naturreservat på den norra sidan av sjön Uttran i Salems kommun.
Området består av en större gräsyta, en cirka 100 meter lång sandstrand och några badbryggor samt en liten lekplats och en kiosk som är öppen om sommaren. I anslutning ligger en bilparkering. Från sommaren 2011  drivs kiosken av SalemsIF Innebandy, ungdomsverksamhet. Det finns även ett elljusspår där folk brukar jogga respektive åka långfärdsskidor om vintern.
För att ta sig till Möllebadet åker man längs Möllevägen som går parallellt med och söder om pendeltågsspåret från gamla Uttrans järnvägsstation.